# Enslaved: Odyssey to the West
Enslaved: Odyssey to the West é um jogo eletrônico de ação e aventura desenvolvido pela Ninja Theory e publicado pela Namco Bandai Games. Anunciado em 2009 como Enslaved, foi lançado para PlayStation 3 e Xbox 360 em outubro de 2010. Como uma adaptação livre do romance Journey to the West, o jogo se passa 150 anos em um futuro mundo pós-apocalíptico após uma guerra global. Apenas restos da humanidade sobrevivem, juntamente com as máquinas de guerra ainda ativas que sobraram do conflito. A história do jogo segue Monkey, que é forçado a escoltar Trip para casa com segurança depois de sobreviver a um acidente de navio. Os jogadores jogam como Monkey, que deve combater os inimigos usando seu cajado a partir de uma perspectiva de terceira pessoa, participar de diferentes desafios de plataforma e resolver quebra-cabeças .
Inicialmente lançado como um filme CGI, o desenvolvimento do jogo começou depois que as equipes interromperam o desenvolvimento de uma sequência de Heavenly Sword . A série de TV Life After People influenciou os cenários mundiais, enquanto o videogame Ico inspirou a dinâmica entre os dois protagonistas. Alex Garland foi convidado para escrever a história do jogo, eventualmente se envolvendo no design do jogo para garantir que fosse consistente do começo ao fim. Andy Serkis e Lindsey Shaw forneceram a captura de performance para o jogo, e Nitin Sawhney compôs a trilha sonora. A equipe usou o motor de jogo Unreal Engine 3 para alimentar Enslaved .
O jogo recebeu críticas geralmente positivas. Os críticos elogiaram seus gráficos, design de mundo, desempenho de Serkis e roteiro de Garland, enquanto o jogo atraiu críticas por sua jogabilidade e deficiências técnicas. Foi um fracasso comercial. As vendas não atenderam às expectativas da Namco Bandai. Um conteúdo para download para um jogador, intitulado Pigsy's Perfect 10, foi lançado em novembro de 2010. Uma versão completa, com todo o conteúdo para download, foi lançada para PlayStation 3 e Windows em 25 de outubro de 2013. Uma sequência foi planejada, mas cancelada devido ao baixo desempenho financeiro do jogo.

## Jogabilidade

Macaco escalando as ruínas enquanto o status de Trip, esperando fora da tela porque ela não consegue escalar tais edifícios, é exibido no canto inferior esquerdo

O jogador assume o papel de “Macaco” em uma perspectiva de terceira pessoa, usando uma variedade de movimentos de combate e habilidades de plataforma para superar obstáculos.  Em combate, Monkey usa um cajado que funciona como arma de projétil de combate corpo a corpo e de longo alcance. o cajado tem dois tipos de munição de longo alcance: cilindros de energia laranja usados para causar danos por explosão e cilindros azuis para atordoar os inimigos. O macaco também pode permanecer parado e carregar seu cajado para usar o mesmo ataque de atordoamento. No jogo, os jogadores encontram vários mechs como inimigos.  Certos mechs podem ser usados como armas. O Macaco pode realizar um movimento final contra eles quando estão com pouca saúde, como arrancar a arma de uma torre ou lançar um inimigo explosivo em outros mecanismos de combate. As outras habilidades do Macaco incluem um escudo de força que pode bloquear uma certa quantidade de dano antes de exigir uma recarga, e o dispositivo "Nuvem" que se manifesta como uma prancha flutuante para deslizar pela água e pousar em grandes velocidades. Quando os inimigos são derrotados, eles deixam cair orbes tecnológicos usados para melhorar as habilidades do Macaco. Eles permitem ao jogador aprender novos movimentos e habilidades para combate e dispositivos, aumentar a saúde geral e os escudos, e os danos que podem ser infligidos aos inimigos. Orbes podem ser encontrados espalhados pelos níveis, às vezes escondidos, exigindo exploração extra. Outro tipo de colecionáveis que os jogadores podem acumular são as máscaras, que também estão espalhadas por diferentes níveis.
Durante o jogo Tripitaka (“Viagem”) que deve ser escoltado e protegido durante a viagem, acompanha o Macaco.  Ele tem um dispositivo conectado à cabeça ligado ao Trip.  Este dispositivo, chamado de bandana de escravo no jogo, exige que Monkey mantenha Trip vivo.  Se ela morrer, ele também morrerá.  Em alguns casos, simplesmente ir muito longe dela pode resultar no mesmo destino. Trip pode ajudar Monkey a superar obstáculos às vezes, realizando habilidades técnicas, como invadir um computador. Os jogadores podem comandar Trip para usar suas diferentes habilidades, como escanear a área circundante, revelando minas terrestres ou mechs em espera, e projetar um holograma temporário como isca para chamar a atenção do inimigo. Os jogadores também podem ordenar que Trip se esconda atrás de coberturas ou se reagrupe com Monkey. Não tendo habilidade de combate própria, Trip é vulnerável a ataques inimigos. Sua única defesa é uma explosão EMP, que ela pode usar para atordoar temporariamente os inimigos que a ameaçam.
Além do combate, a jogabilidade se concentra fortemente em plataformas onde Monkey escala e salta pelas ruínas de todo o mundo. Algumas áreas e plataformas entrarão em colapso logo após o uso, exigindo um escalonamento mais rápido antes que o Macaco caia para a morte. Trip desempenha um papel nas seções de plataforma do jogo, tornando-as semelhantes a eventos de estilo quebra-cabeça. Em outros casos em que o Macaco faz saltos/escaladas, Trip precisa ser jogado para o outro lado ou andar de costas. Às vezes, Monkey e Trip são separados para que o jogador não possa usar suas habilidades.

## Trama
Enslaved se passa 150 anos no futuro, depois que uma guerra global devastou a Terra, destruindo a maior parte da raça humana e deixando o mundo atormentado por robôs, conhecidos como “mechs”, que sobraram da guerra. Os Mechs ainda seguem sua programação e buscam erradicar os hostis, agora humanos sobreviventes.
O jogo abre com o personagem principal, Monkey (Andy Serkis), despertando em uma cela de contenção a bordo de um navio negreiro. Ele escapa e acidentalmente causa a queda do navio. Ele chega a Trip (Lindsey Shaw) saindo da nave usando uma cápsula de fuga, mas ela ejeta a cápsula sem permitir que ele entre. Quando Monkey recupera a consciência após pousar, ele descobre que Trip colocou uma faixa de escravo nele, o que o força a seguir suas ordens, um gatilho de rescisão irá matá-lo se ela morrer. Trip explica que quer voltar para sua aldeia e precisa da ajuda dele para chegar lá. Macaco está com raiva, mas não tem outra escolha. Enquanto eles viajam pela cidade de Nova York, falhas na bandana expõem Monkey a visões do que parece ser a vida antes da guerra.  Quando eles chegam à vila de Trip, porém, eles descobrem que ela foi atacada e agora está invadida por mechs. Depois de limpar a vila deles, Monkey e Trip descobrem que o pai de Trip está morto, junto com uma grande quantidade de outros moradores. Supondo que não haja sobreviventes, Trip se recusa a remover a bandana de Monkey, explicando sua intenção de encontrar e matar o responsável.
Trip leva Monkey para conhecer um amigo de seu pai chamado Pigsy (Richard Ridings), quem ela acredita que pode ajudá-los.  Pigsy explica que uma base mecânica próxima está construindo um 'Leviatã', um mecanismo gigante enorme e incrivelmente poderoso. Os três se infiltram na base, comandam o Leviatã e o conduzem até a misteriosa Pirâmide, onde os escravos estão detidos. Ao longo do caminho, Trip pede desculpas a Monkey por quebrar o acordo e desativa a faixa para a cabeça, mas Monkey diz a ela para ligá-la novamente, sugerindo que eles desenvolveram um relacionamento romântico.
Quando o Leviatã chega à Pirâmide, eles são confrontados com vários mechs. O canhão principal do Leviatã os afasta por um tempo, mas um deles eventualmente sobe a bordo e arranca o canhão, forçando o Macaco a destruir o mecha sozinho. Com o Leviatã agora indefeso e cercado, Pigsy anuncia que a única maneira de destruir os mechs adversários é sobrecarregar os motores. Isso explodiria o Leviatã e mataria Pigsy no processo. Trip tenta freneticamente convencê-lo a não fazer isso, mas Pigsy exige que Monkey a leve para longe do raio da explosão. Monkey e Trip fogem bem a tempo de ver o Leviatã explodir, destruindo todos os mechs da Pirâmide com ele.
No epílogo, Monkey e Trip entram na Pirâmide e descobrem que os escravos estão sob o controle de um único indivíduo. O homem se apresenta como Pirâmide (Serkis) e explica que viveu antes da guerra e que oferece aos escravos consolo do mundo cruel, compartilhando com eles suas memórias de uma época mais feliz. Ele acredita que os está salvando e implora a Monkey e Trip para não tirarem o que ele lhes deu. Macaco reconhece as memórias como as visões que ele tem visto com a bandana.  Pirâmide mostra a Macaco o que ele está dando aos escravos através de uma máscara. Monkey fica encantado com as imagens, mas Trip desconecta violentamente e mata Pyramid, desligando o sistema e libertando os escravos. A cena termina com Trip perguntando a Monkey se ela fez a coisa certa, deixando aqueles que estão na pirâmide e seu futuro desconhecidos.

### Pigsy's Perfect 10
Ambientado antes dos eventos de Enslaved, Pigsy vive uma vida solitária no ferro-velho com seu único companheiro, um pequeno robô voador chamado "Truffles", que o ajuda a explorar restos e fornece conselhos em combate. Por causa de sua solidão, Pigsy decide construir um amigo. Isso exigirá três componentes principais que ele e Truffles devem encontrar no ferro-velho habitado por mechs. Enquanto Truffles ajuda em sua busca, Pigsy parece insatisfeito e prioriza sua nova criação. Enquanto Pigsy recupera o último componente, Truffles é danificado e desliga no processo. Com seu novo amigo quase pronto, Pigsy descobre que o que sua criação realmente precisa é de um “coração” e insere trufas dentro dele. Quando ativado, no entanto, sua criação fica descontrolada antes de ser recolhida por um mecanismo de salvamento. Pigsy dá início à perseguição e luta para chegar ao principal coletor de sucata.  Quando ele finalmente recupera Truffles e foge, Pigsy percebe que Truffles era seu verdadeiro amigo o tempo todo.  Sendo muito danificado, no entanto, Truffles desliga permanentemente. Pigsy percebe tarde demais que não valorizava seu único amigo e jura não cometer o mesmo erro novamente.

## Desenvolvimento
Em Agosto de 2009, A Namco Bandai anunciou que colaboraria com a Ninja Theory em um novo projeto de jogo eletrônico. O jogo, inicialmente intitulado Enslaved, foi anunciado em setembro de 2010 para lançamento no Xbox 360 e PlayStation 3. Seu projeto anterior era o jogo exclusivo para PlayStation 3 Heavenly Sword. Tameem Antoniades atuou como diretor do jogo, o ator Andy Serkis forneceu a captura de movimento para o título, o diretor e produtor de cinema Alex Garland atuou como escritor e designer do jogo, e Nitin Sawhney compuseram o placar do jogo. Usando apenas dois terços do orçamento de Heavenly Sword, o desenvolvimento do jogo foi concluído em 3 de setembro de 2010, e a editora do jogo confirmou que ele havia sido declarado ouro, indicando que estava sendo preparado para duplicação e lançamento.

### Origem

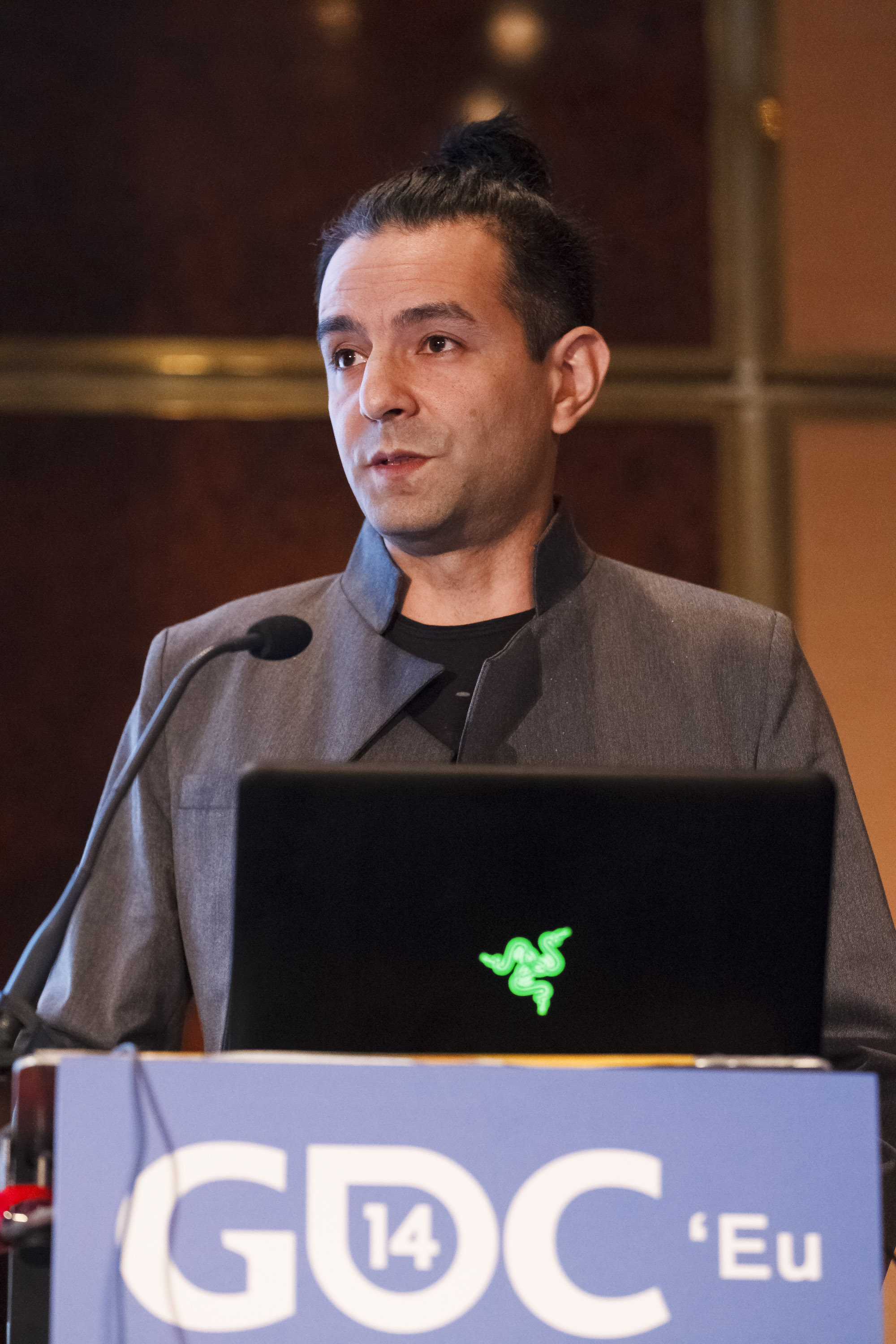
Tameem Antoniades atuou como diretor criativo do jogo

Depois de completar a espada celestial, a teoria ninja pretendia desenvolver uma sequência, mas os termos contratuais com a Sony Computer Entertainment os forçaram a interromper a produção do jogo. O estúdio decidiu deixar o título e todas as tecnologias desenvolvidas para ele para a Sony e buscar financiamento externo de outra editora para seu próximo projeto. Este acabaria por se tornar escravizado: Odyssey to the West, alimentado pelo Unreal Engine 3 da Epic Games.  Inicialmente, a Ninja Theory apresentou o jogo a vários estúdios de Hollywood como um filme CGI, mas eles não estavam interessados em apoiar o projeto. A empresa dedicou três meses à criação de materiais promocionais para convencer as editoras a assinarem o jogo. Vários editores viram um documento de design detalhado e um trailer CGI de dois minutos, e a equipe recebeu respostas entusiasmadas deles. Inicialmente, eles assinaram um acordo com a Green Screen, mas a empresa foi dissolvida um mês depois. Namco Bandai Games mais tarde concordou em publicar o jogo.
Mike Ball, CTO da Ninja Theory, revelou que a ideia inicial do jogo veio de Heavenly Sword, em particular, da relação entre a protagonista Nariko e seu companheiro Kai. Essa relação ressoou entre os jogadores, e a equipe queria repetir o sucesso com um conjunto de personagens facilmente reconhecíveis. Durante o desenvolvimento de Heavenly Sword, Antoniades pesquisou o gênero wuxia e leu o romance Journey to the West. Ele achou o romance "épico" e o comparou favoravelmente a O Senhor dos Anéis. No entanto, Enslaved é apenas uma adaptação livre do romance, com seus personagens vagamente baseados nos personagens do romance. A equipe decidiu mudar do tema wuxia para a ficção científica, pois era um gênero que muitos funcionários da equipe de desenvolvimento queriam explorar. Como resultado, os mechs substituíram os demônios e a tecnologia substituiu a magia. Inicialmente, o jogo se passava em um mundo estrangeiro. As animações criadas por Hayao Miyazaki, cujas obras muitas vezes integram a natureza ao steampunk, inspiraram a equipe. No entanto, depois de assistir Life After People, a equipe decidiu ambientar o jogo na Terra, um jogo pacífico, pois a natureza o recuperou após o desaparecimento da humanidade. Muita cor, principalmente vermelho, foi injetado no mundo do jogo para refletir isso.

### Enredo
Antoniades escreveu os primeiros rascunhos do jogo. Andy Serkis esteve envolvido no desenvolvimento de Enslaved desde o início, Garland se envolveu seis meses depois. Garland escreveu o roteiro do jogo e projetou as cenas para garantir que a transição entre a cena e a jogabilidade fosse suave. Garland concordou em colaborar com a Ninja Theory enquanto procurava ativamente uma maneira de se envolver na produção de um jogo. O roteiro em si foi inicialmente desenvolvido separadamente por um tempo, e então os desenvolvedores do jogo se juntaram para "mesclar" a história e a jogabilidade.  Para conseguir isso, um cinematologista foi contratado para ensinar técnicas de edição, câmera e linguagem cinematográfica. Essas técnicas e o uso de música foram usados para fazer transições coerentes entre cutscenes e gameplay.
Um dos aspectos mais importantes do roteiro foi a caracterização e interação. O jogo Ico para PlayStation 2 de 2001 inspirou os relacionamentos dos personagens. A chefe de desenvolvimento, Nina Kristensen, descreveu os protagonistas Monkey e Trip como opostos no início, cujo relacionamento evolui à medida que eles aprendem a confiar um no outro em um ambiente hostil. Serkis ajudou a criar os personagens do jogo. O design de Trip passou por várias iterações. Ela foi projetada inicialmente para parecer uma rainha e ter uma aparência pálida, para parecer "gótica". Tank Girl e Kai de Heavenly Sword inspiraram a segunda iteração de sua personagem. Ela usava uma fantasia que retrata o rosto de uma personagem e tinha tatuagens, que a equipe sentiu que davam mais personalidade e atitude à personagem. Eles tentaram aplicar tinta azul no cabelo de Trip, mas acharam inadequada, pois a tornava "muito ficção científica e punk". O design inicial foi considerado muito “agressivo”, então a equipe modificou seu design para torná-lo mais delicado e frágil. Monkey possui vários recursos de design. Ele usa uma pintura facial, uma referência ao seu homólogo do romance Jornada para o Oeste, e um reflexo da natureza tribal do personagem.  Cicatrizes foram adicionadas ao seu rosto para aumentar seu apelo sexual, enquanto uma faixa de pano foi usada para substituir a cauda do Macaco. De acordo com Serkis, Monkey se comportou como um "vagabundo rude" no jogo, em vez de ser travesso como no romance. O cabelo do macaco já foi desenhado como branco, inspirado na imagem de um gorila albino.
Segundo Antoniades, o roteiro inicial de Garland era muito simples e o diálogo era "redutivo". Isso fazia parte da intenção de Garland de reduzir o uso da exposição da história em favor de criar mais drama no roteiro. A linguagem corporal e as dicas vocais dos atores forneceram mais informações e enredo do jogo do que o uso direto de cenas. Os roteiros iniciais apresentavam duas horas de cena, mas ela foi drasticamente cortada e reduzida para apenas uma hora e 10 minutos. Para facilitar esse estilo de contar histórias, Garland sugeriu que o controle da câmera fosse retirado dos jogadores em determinados momentos do jogo, para que eles fossem apresentados e tomassem conhecimento dos ambientes do jogo, o que ajuda ainda mais a esclarecer a história do jogo.  Isso levou a um debate interno dentro da empresa, com outros designers de gameplay temendo que isso quebrasse o fluxo do jogo. Esse recurso foi mantido no jogo. Antoniades disse, retrospectivamente, que tais técnicas "ajudaram a manter as coisas emocionantes".

### Projeto
A Ninja Theory desenvolveu a jogabilidade para incluir mais variedade do que seus últimos projetos, com a introdução de sessões de plataforma e quebra-cabeças. Os jogadores usam diferentes abordagens de combate, como furtividade, para evitar o combate completamente e usar as habilidades de Trip a seu favor. De acordo com Antoniades, a escolha do design por trás disso foi tornar partes da jogabilidade mais táticas, sendo às vezes "um jogo de quebra-cabeça disfarçado" fora das partes reais do jogo. O combate em si teve menos ataques de estilo combinado do que a maioria dos jogos de ação de combate intenso. Era mais acessível e simplificado, ao mesmo tempo que incluía diferentes habilidades, equipamentos, tipos de inimigos e cenários que exigiam reflexão para não se tornarem muito fáceis. O envolvimento de Trip não poderia torná-la um “peso morto” para a jogabilidade.  Em vez disso, suas habilidades únicas são úteis, tornando-a o “cérebro”, enquanto o Macaco é o “bruto”. Alguns recursos de jogabilidade foram cortados do jogo final. Por exemplo, uma mecânica que permite aos jogadores quebrar o circuito de um mech em primeira pessoa pressionando botões como um jogo musical foi cortada porque não foi bem implementada.

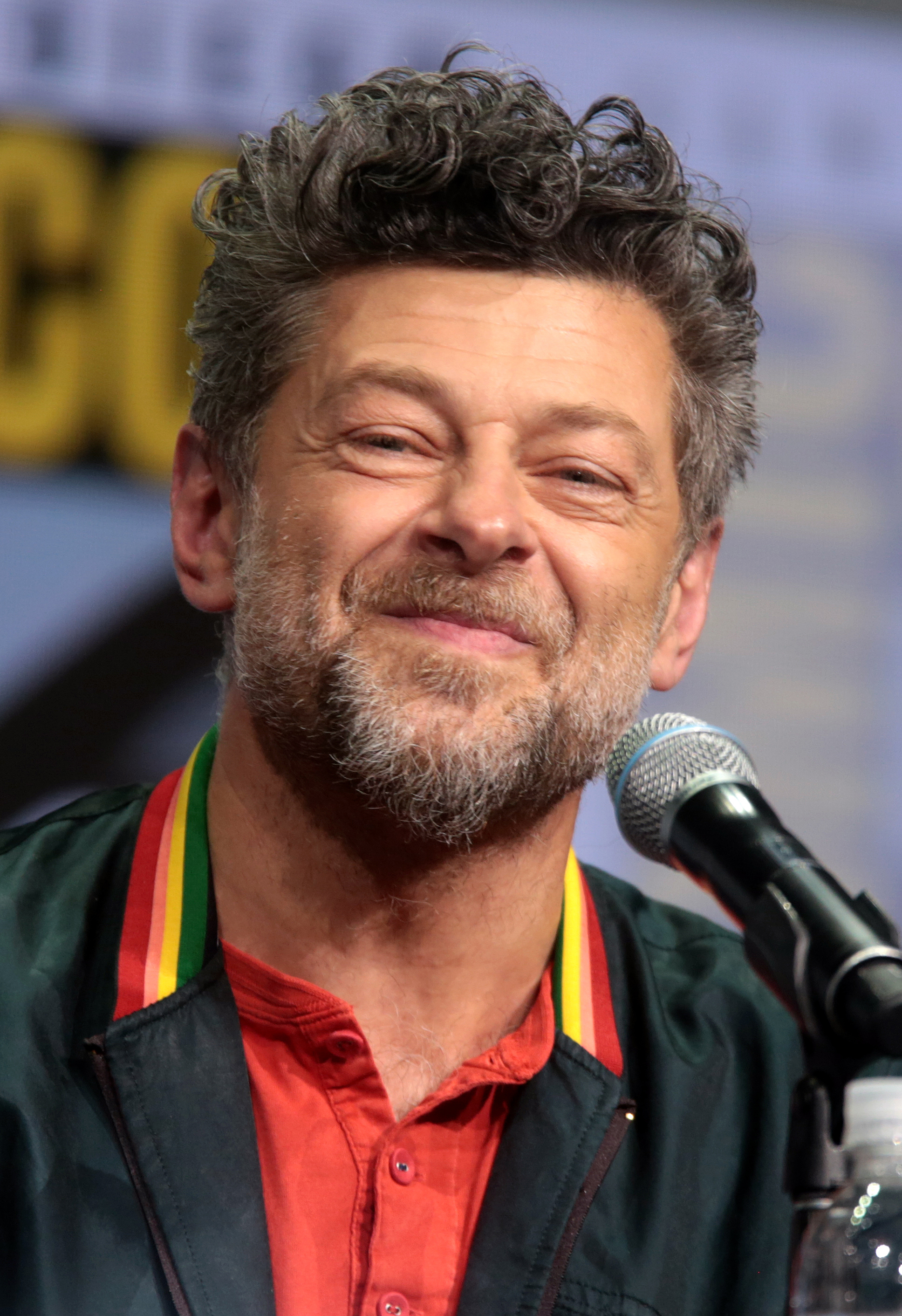
Andy Serkis interpretou Monkey em Enslaved: Odyssey of the West.

Serkis considerou o uso da captura de movimento semelhante ao de um filme, onde ajuda a criar a história em um mundo virtual. O estúdio utilizou captura de movimento em um esforço para capturar emoções humanas realistas. A tecnologia em si era considerada avançada, exigindo até mesmo um matemático para as partes mais complexas da codificação.  Além da animação facial, a maior parte da captura de movimento foi utilizada com destaque durante as cenas, já que muitas das ações dentro do jogo em si foram consideradas "fisicamente impossíveis". Serkis sentiu que a captura de movimento também permitiu melhores performances de diálogo, pois permite que os atores mergulhem na história, se envolvam emocionalmente, proporcionando assim melhores atuações. Serkis e a equipe de captura de performance também usaram um teatro físico para apresentar performances credíveis. Lindsey Shaw foi selecionada entre cerca de 60 atrizes para fazer a captura da performance de Trip em uma sessão de elenco realizada em Los Angeles.
Garland também esteve envolvido nos designs do jogo.  Ele deu conselhos sobre o posicionamento da câmera do jogo para garantir que cada cena de batalha fosse mais “impactante”.  A equipe modificou a pose ociosa de Trip de acordo com o conselho de Garland. Garland frequentemente desafiava a equipe de design do jogo. Ele exigiu que todos os detalhes dos objetos e ambientes apresentados no jogo fizessem sentido em seu mundo para garantir que o título fosse consistente do começo ao fim. Garland questionou a relevância da colocação de itens aleatórios, como caminhos na floresta e portas elétricas.  Quando a equipe optou por incluir encontros aleatórios com inimigos, Garland insistiu em adicionar elementos de história para garantir que fluíssem bem com a narrativa do jogo e que o encontro de combate fosse "uma recompensa". Antoniades descreveu Garland como "intimidante" e achou sua abordagem para contar histórias reveladora. Suas grandes expectativas fizeram com que os produtores do jogo temessem que o título não fosse lançado a tempo. Por causa do amplo envolvimento de Garland no design do jogo, ele foi creditado como um dos co-designers.
Nitin Sawhney, que colaborou com Ninja Theory em Heavenly Sword, atuou como compositor do jogo.  Segundo Sawhney, o tema principal da trilha sonora foi baseado principalmente em "jornada, transição e resolução", o que também reflete a relação dinâmica dos dois protagonistas. Sawhney's disse que sua segunda colaboração com Ninja Theory foi mais fluida e suave, pois ele tinha mais materiais, como um roteiro inicial e animação para usar como referência, enquanto compunha a trilha sonora.

## Lançamento
Antes do lançamento do jogo, a Namco Bandai disponibilizou uma demo jogável no Xbox Live e na PlayStation Network em 21 de setembro de 2010. A demo apresenta o primeiro capítulo jogável do jogo, onde Monkey escapa do navio negreiro que caiu. Junto com a edição padrão do jogo, vários varejistas de videogame em geral ofereceram conteúdo extra exclusivo para aqueles que o encomendaram. Só na América do Norte, havia cinco versões diferentes de diferentes varejistas. A EB Games Canada e a GameStop ofereceram uma fantasia extra para download para Monkey, chamada Ninja Monkey, que veio com "munição rara de atordoamento e explosão de plasma". O Walmart ofereceu uma fantasia de “Macaco Clássico” baseada no protagonista do conto original, e a Best Buy ofereceram uma skin de robô para Trip. Amazon ofereceu a trilha sonora oficial do jogo, enquanto a Target Corporation ofereceu uma revista em quadrinhos em miniatura.
No Reino Unido, outros varejistas e sites como Game Retail Limited e a Play.com ofereceram bônus semelhantes. A HMV lançou o Talent Pack, que veio em embalagem de apresentação exclusiva e incluía a trilha sonora oficial e uma cópia do romance de Garland, The Tesseract. Em toda a Europa, também foi lançada uma edição de colecionador que apresentava a trilha sonora original do jogo e um livro de arte de capa dura. O jogo foi lançado para PlayStation 3 e Xbox 360 em 5 e 8 de outubro de 2010 na América do Norte e na Europa. A Namco Bandai lançou a versão do jogo para Windows em 25 de outubro de 2013. Esta versão, também conhecida como Premium Edition, inclui o jogo base com o conteúdo para download (DLC) Pigsy's Perfect 10 e várias skins de personagens. Também estava disponível para compra via PlayStation Network.

### Conteúdo disponível para download
Pigsy's Perfect 10 é uma expansão para download do Enslaved. É uma sequência da história principal onde os jogadores assumem o controle do personagem Pigsy. É uma história paralela, em vez de estar diretamente ligada, para não interferir nos acontecimentos de Enslaved. Além dos novos capítulos, o DLC também oferece a opção de exibir e jogar o jogo principal e o complemento em 3D estereoscópico. Ele usa a tecnologia TriOviz for Games, que permite que o jogo seja exibido em três dimensões em aparelhos 3D-HDTV (via conexão HDMI 1.3 ou HDMI 1.4), bem como em aparelhos 2D-HDTV tradicionais com os óculos 3D Inficolor. O DLC foi lançado pela primeira vez em ambas as plataformas em 23 de novembro de 2010. Vários códigos de download para Pigsy's Perfect 10 funcionaram mal, levando a Namco Bandai a emitir um pedido de desculpas e substituições de código.
Como o jogador assume o papel de Pigsy, a jogabilidade também mudou porque ele é um personagem e uma constituição diferente de Monkey. Embora Pigsy ainda possa escalar terrenos, ele não consegue escalar edifícios tão rápido ou atleticamente. Em vez disso, ele utiliza uma mão mecânica presa à sua para alcançar lugares mais altos e balançar sobre obstáculos e grandes lacunas. Em combate, sem as mesmas habilidades de luta de Monkey, Pigsy empunha um rifle de longo alcance e granadas. Furtividade também é uma abordagem preferível para o jogo, às vezes exigindo evitar completamente o combate.

## Recepção

### Recepção da critica
De acordo com o agregador de análises Metacritic, a versão do jogo para console recebeu críticas positivas dos críticos, enquanto a versão para Windows recebeu críticas mistas. Também foi indicado ao Prêmio Ivor Novello na categoria Melhor Trilha Sonora Original de Videogame. Garland e Antoniades ganharam o prêmio de Melhor Jogo no UK Writers Guild Award. Durante o 14º Prêmio Anual de Realização Interativa, Enslaved: Odyssey to the West recebeu indicações para "Adventure Game of the Year", "Outstanding Character Performance" pela interpretação do Macaco por Andy Serkis e conquistas notáveis em "Direção de Jogo", "Animação", "Direção de Arte" e "História".
Jim Sterling do Destructoid elogiou os gráficos "impressionantes" e achou os ambientes coloridos do jogo refrescantes de se olhar. Gostaram do trabalho dos artistas performáticos, que descreveram como "maravilhoso", destacando a atuação de Serkis como a melhor de todo o elenco. Tom McShea da GameSpot elogiou fortemente as cenas do jogo, chamando-as de "feitas soberbamente", e elogiou a dependência do jogo nos movimentos dos personagens para contar uma história em vez de usar o diálogo. Matthew Keast da GamesRadar aplaudiu o mundo do jogo por ser original e imaginativo, embora ele achasse que o título precisava de mais tempo antes do lançamento para um maior polimento. Ellie Gibson da Eurogamer elogiou a trilha sonora do jogo, descrevendo-a como "impressionante" e elogiando-a por elevar ainda mais as experiências de jogo. Justin McElroy do Joystiq no entanto, observou que o jogo tinha vários problemas técnicos, como baixa taxa de quadros e controles ocasionalmente desajeitados. Arthur Gies da IGN  chamou os gráficos do jogo de "bonitos" com designs de personagens únicos e distintos. No entanto, ele compartilhou a preocupação de McElroy, dizendo que houve várias falhas gráficas que prejudicaram ligeiramente a experiência. Andrew Reiner do Game Informer também criticou a falta de polimento do jogo, citando soluços de textura e problemas de câmera como principais problemas.
Sterling considerou a relação entre Trip e Monkey crível e complexa, e classificou o elenco do jogo como um dos melhores do ano. Eles também aplaudiram a escrita e o diálogo do jogo e a história por integrar suavemente diferentes elementos, da comédia à tragédia e à ação. Mcelroy elogiou a escrita de Garland e comparou-a favoravelmente com Uncharted 2: Among Thieves. Ele também gostou do elenco de personagens do jogo e queria ver mais deles. McShea observou que o par improvável de Trip e Monkey forneceu uma grande força motriz para a história e permitiu que os jogadores se relacionassem e se conectassem com eles. Reiner também elogiou os personagens por serem identificáveis e comentou positivamente sobre a evolução do relacionamento dos protagonistas. Gibson considerou o horário de abertura do jogo clichê e abaixo da média, mas elogiou fortemente o roteiro de Garland por evitar exposições desnecessárias. Keast concordou, descrevendo sua abordagem para contar histórias como "madura". Gies elogiou fortemente a história por ser verossímil e comovente, observando que era uma das melhores histórias de qualquer videogame.
O combate do jogo foi visto de forma positiva por Sterling. Eles acharam que era simples e satisfatório, embora achassem a mecânica de esquiva do Monkey inútil e que criasse pequenos aborrecimentos. Eles destacaram o dispositivo “Cloud” como um de seus sistemas de jogo favoritos, embora lamentassem que não houvesse muitas oportunidades de usá-lo. McShea achou o combate básico, exigindo que os jogadores apertassem botões constantemente, embora ele gostasse por ser "brutal" e "satisfatório". Ele elogiou os desenvolvedores por adicionarem sessões de plataforma, lutas contra chefes e quebra-cabeças ao jogo para diminuir o ritmo. keast comentou que o combate é mais "tático" e "metódico", embora tenha notado que não era tão complexo quanto outros títulos como God of War ou Castlevania: Lords of Shadow. Gibson chamou a jogabilidade de "sólida", mas ficou desapontada com a falta de inovação e profundidade. Gies comentou sobre o atraso perceptível entre a entrada dos jogadores e a ação no jogo. Ele sentiu que o combate não era interessante e variado o suficiente. Reiner concordou, escrevendo que embora o combate fosse visceral, não era nem profundo nem interessante. Sterling, Reiner, Keast e Gibson ficaram desapontados com a falta de desafios nas seções de plataforma. Tanto Gibson quanto Keast criticaram o jogo por segurar excessivamente os jogadores com guias diferentes.
A porta para PC atraiu críticas por não atualizar a qualidade da textura, as opções gráficas básicas, gagueira e a qualidade dos controles do mouse e teclado.

### Vendas
A Namco Bandai esperava vender mais de um milhão de cópias de Enslaved. A editora revelou em novembro de 2010 que o jogo vendeu apenas 800 mil cópias em todo o mundo., mas o número foi corrigido para 460.000 em fevereiro de 2011. Em setembro de 2011, as vendas de 730.000 unidades foram alcançadas, mas isso não foi considerado substancial o suficiente para garantir a continuação da franquia, então uma sequência planejada foi cancelada. A Namco culpou o lançamento do jogo em uma janela lotada como o principal fator de um fracasso comercial. Em 2014, Tameem Antoniades afirmou, falando sobre as vendas fracas do jogo: "Não tenho certeza se os elementos de fantasia foram desagradáveis, a mistura de jogabilidade ou a falta de visibilidade. Provavelmente foi uma mistura dos três".

### Potencial Sequência
Tameem Antoniades foi questionado em abril de 2017 em uma entrevista de game informer sobre o que ele gostaria de fazer com sequências em potencial para DmC: Devil May Cry, Heavenly Sword e Enslaved, com um mútuo entendimento entre ele e o entrevistador de que a Ninja Theory não possui mais os IPs desses jogos e tal sequência seria decidida pelos editores.  Em relação a Enslaved, ele disse que o jogo era muito parecido com o jogo da Guerrilla Games de 2017 Horizon Zero Dawn e que uma sequência de Enslaved teria que tomar uma direção diferente.